# Smithornis
Genre
Smithornis est un genre qui comprend trois espèces de passereaux appartenant à la famille des Calyptomenidae.

## Liste des espèces
D'après la classification de référence (version 2.2, 2009) du Congrès ornithologique international (ordre phylogénique) :
- Smithornis capensis – Eurylaime du Cap
- Smithornis sharpei – Eurylaime à tête grise
- Smithornis rufolateralis – Eurylaime à flancs roux